# Semifreddo

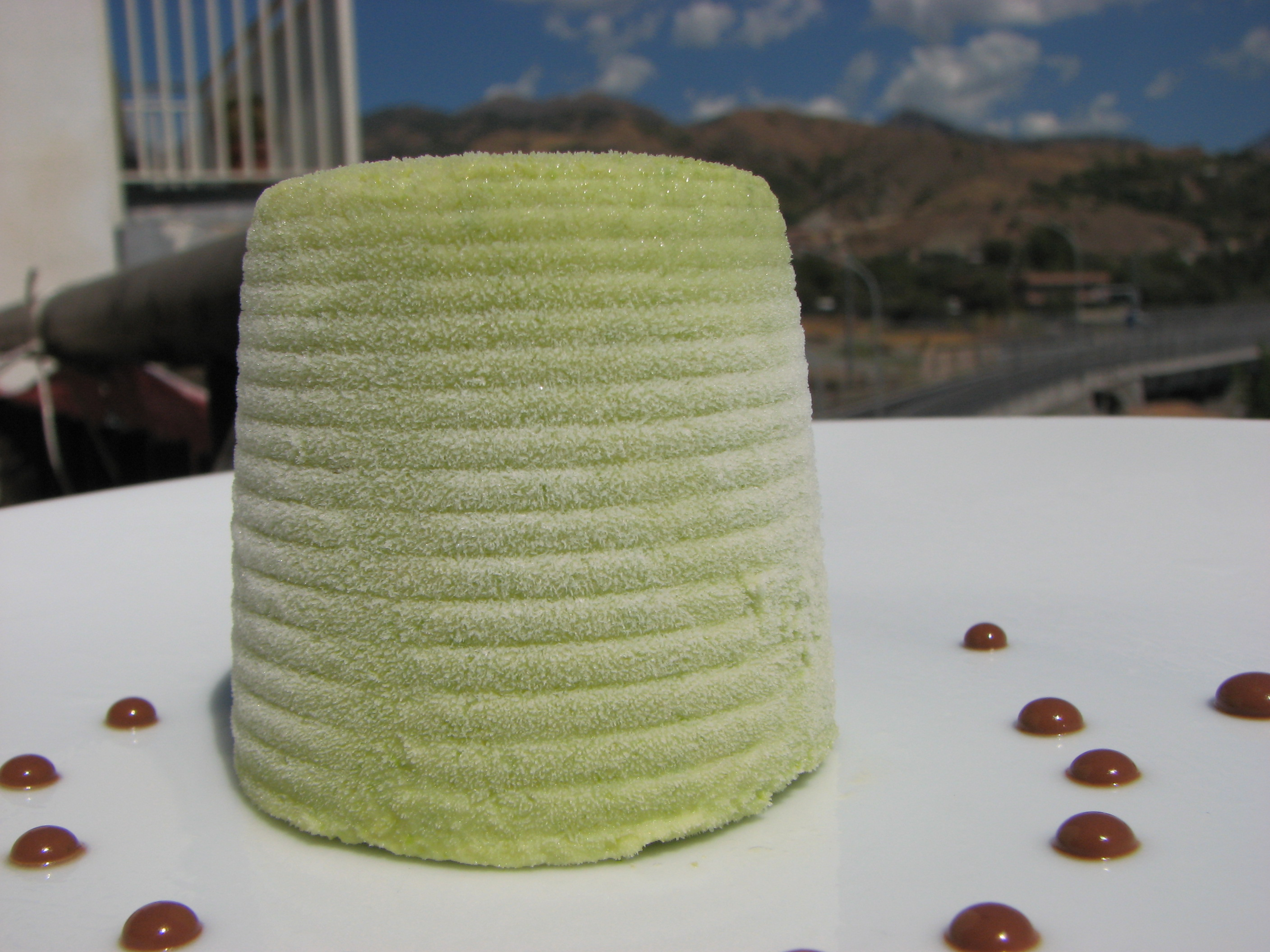
Semifreddo al pistacchio

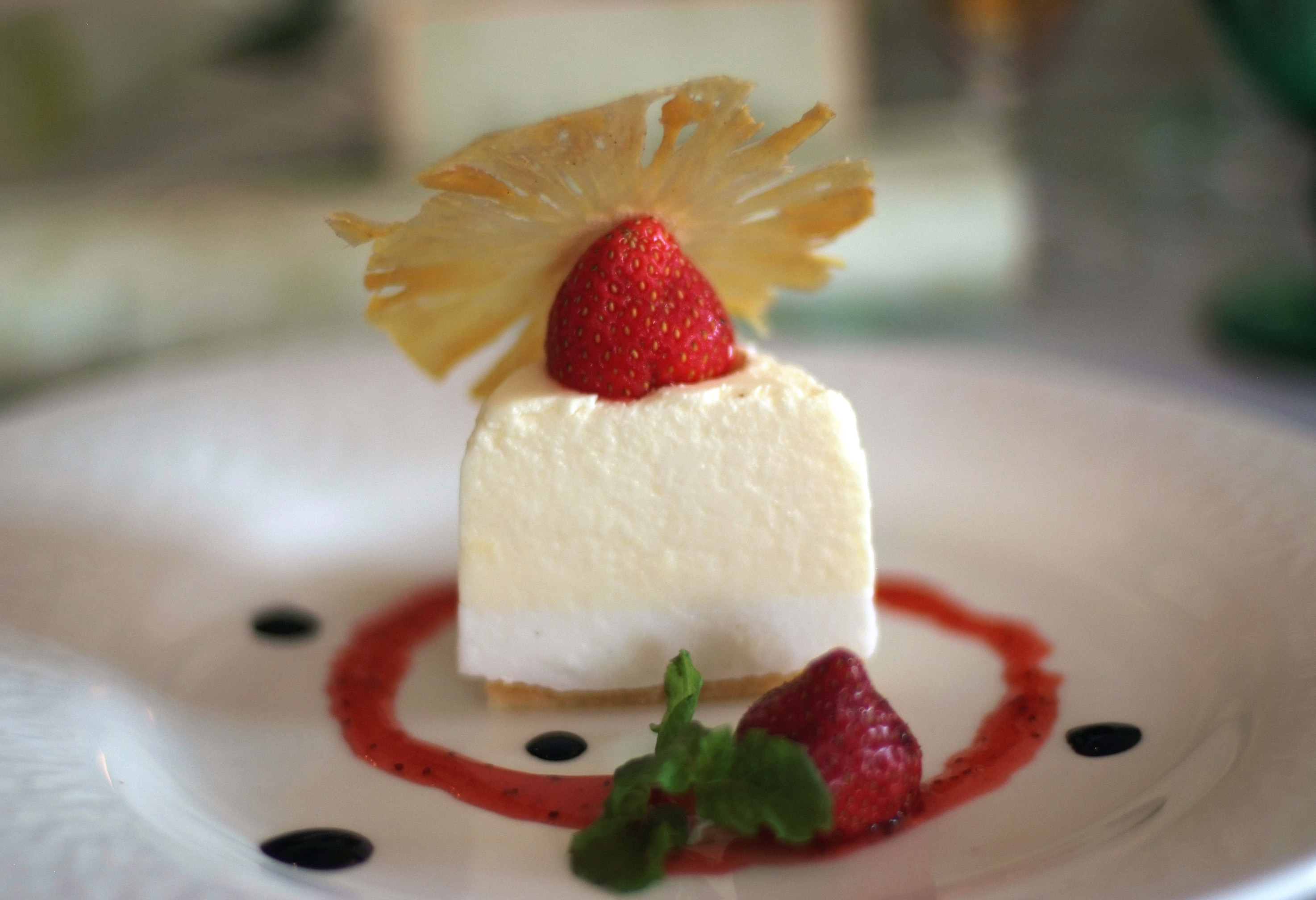
Semifreddo all'ananas e cocco

Il semifreddo è un dolce al cucchiaio tipico della gastronomia italiana servito ben freddo a −15 °C, tradizionalmente composto miscelando uova, panna semimontata e ingredienti succosi a piacere. Per prepararlo, le uova vengono lavorate in modo da ottenere la meringa italiana, il pâte à bombe o, più raramente, la crema pasticcera.

## Alimenti simili
Pur somigliandogli, il parfait francese viene preparato esclusivamente usando la base di uova lavorate secondo la procedura del pâte à bombe. 
Il biscotto ghiacciato invece contiene meringa italiana, della panna semimontata e purea di frutta.